# 斯特列明
50°11′58″N 24°13′7″E / 50.19944°N 24.21861°E
斯特列明（烏克蘭語：Стремінь），是烏克蘭西部的村莊，隸屬利維夫州的舍普季茨基區。該村面積3.27平方公里，海拔高度204米，2001年人口502，人口密度每平方公里153.52人。